# Gardenia rutenbergiana
Gardenia rutenbergiana là một loài thực vật có hoa trong họ Thiến thảo. Loài này được (Baill. ex Vatke) J.-F.Leroy mô tả khoa học đầu tiên năm 1974.